# إبوميديول
إبوميديول (بالإنجليزية: Epomediol) واسمهُ التجاري كليسيدرن، هوَ تربينويد اصِطناعي مع تَأثير مفرز الصفراء، ويتم استخدامه في علاج أعراض الحكة الناجمة عن الركود الصفراوي داخل الكبد أثناء الحَمل.